# Skaramangás
Skaramangás (Skaramagkas) är en ort i Grekland.   Den ligger i prefekturen Nomarchía Athínas och regionen Attika, i den sydöstra delen av landet, 10 km väster om huvudstaden Aten. Skaramangás ligger 16 meter över havet och antalet invånare är 1 255.
Terrängen runt Skaramangás är kuperad åt sydost, men åt nordväst är den platt. Havet är nära Skaramangás åt nordväst. Närmaste större samhälle är Aten, 10,5 km öster om Skaramangás. Runt Skaramangás är det i huvudsak tätbebyggt.